# 앤토니아 토머스
앤토니아 토머스(Antonia Laura Thomas, 1986년 11월 3일 ~ )는 잉글랜드의 배우이다.

## 출연 작품
- 퍼스트본 (2016)
- 스파이 서바이버 (2015)
- 연애의 부작용 (2014)
- 노던 소울 (2014)
- 신틸라 (2013)
- 헬로우 카터 (2013)
- 선샤인 온 리스 (2013)
- 스파이크 아일랜드 (2012)
- 미스핏츠 3 (2011)
- 미스핏츠 2 (2010)
- 심해원정대 오르페우스호 (2010)
- 미스핏츠 1 (2009)